# Agarna cumulus
Agarna cumulus är en kräftdjursart som först beskrevs av Haller 1880.  Agarna cumulus ingår i släktet Agarna och familjen Cymothoidae.
Artens utbredningsområde är Mexikanska golfen. Inga underarter finns listade i Catalogue of Life.